# Борзов, Юрий Иванович
Ю́рий Ива́нович Борзо́в (15 июня 1953, Ленинград — 8 февраля 2024, Москва) — советский и российский художник-график, архитектор, музыкант, барабанщик, один из основателей группы «Машина времени», автор названия группы «Машины времени» или «Time Machines».

## Биография
Родился 15 июня 1953 года в Москве в семье лётчика, маршала авиации, участника Великой Отечественной войны Ивана Ивановича Борзова (1915—1974, с мая 1962 года до конца жизни был командующим авиацией Военно-Морского флота СССР) и профессиональной певицы Клавдии Николаевны Борзовой, которая работала сначала в Ленконцерте, потом в Москонцерте, окончила консерваторию. Родители познакомились на концерте в честь празднования Нового 1944 года, мать исполняла песню «Я на подвиг тебя провожала», работала музыкальным редактором Москонцерта. В школу № 19 — английскую — перешёл в 7 классе, подружился с Андреем Макаревичем, потому что оба хорошо рисовали. Учился в музыкальной школе по классу фортепьяно, но бросил. Окончил школу в 1970 году.
Дружил с детства с Сергеем Кавагое, познакомил его с Макаревичем. Был битломаном, барабанщиком группы «The Kids», потом группы «Машины времени» в 1969 году и автором названия группы, предложил друзьям название «Time Machines» или «Машины времени» и «Летающие тарелки». Принимал участие в записи первого альбома группы, тоже названного «Time Machines». Сам себя называл: «внештатный командир Земли», впоследствии ставшей названием альбома «Машины». В 1969 году Сергей Кавагое, Юрий Борзов и Игорь Мазаев организовали группу «Дюрапонские паровики» в школе № 20, но она просуществовала недолго, и вскоре произошло воссоединение «Time Machines».
Год проучился в Московском авиационном институте. Окончил МАРХИ, куда его подготовил к поступлению отец Макаревича. Был барабанщиком в «Машине времени» до начала 1970-х, затем ушёл в группу Алексея Романова «Ребята, которые начинают играть, когда полосатый гиппопотам пересекает реку Замбези». Через год группа распалась. После ухода Борзова в «Машину» пришёл Максим Капитановский.
В 1988 году получил премию на международном конкурсе «Образ моста будущего», проходившем в Японии.
С 1985 года занимался поисковой деятельностью, перезахоронением солдат Второй мировой войны в поисковой группе «Братство святого Георгия».
Художник, участвовал в выставках, рисовал обнажённых женщин, лошадей и птиц.
Скончался 8 февраля 2024 года на 71-м году жизни в Москве в квартире на Токмаковом переулке в Басманном районе.

## Выставки
- 2018 — Письма от незнакомых дам[12].

## Семья
Старший брат — Иван Иванович Борзов (1949—?) — окончил Московскую Государственную художественно-промышленную Академию им. С. Г. Строганова. Работал в Московской Епархиальной иконописной мастерской и в поисковой группе «Братство св. Георгия» с 1985 года. Сёстры Полина, Надежда.